# Lelo burti
Lelo burti eller Lelo (betyder bokstavligen "fältboll" på georgiska) är en georgisk folkidrott och ett bollspel med fullkontakt som är mycket likt rugby. Inom den georgiska rugby union-terminologin används ibland ordet Lelo  istället för det man i rugby kallar try. Populariteten av rugby i Georgien har också tillskrivits Lelo burti.